# Прад (Тарн)
Прад (фр. Prades, окс. Pradas) — коммуна во Франции, находится в регионе Юг — Пиренеи. Департамент — Тарн. Входит в состав кантона Плен-де-л’Агу. Округ коммуны — Кастр.
Код INSEE коммуны — 81212.

## География
Коммуна расположена приблизительно в 590 км к югу от Парижа, в 45 км восточнее Тулузы, в 38 км к югу от Альби.

## Климат
Климат умеренно-океанический. Зима мягкая и дождливая, лето жаркое с частыми грозами. Ветры довольно редки.

## Население
Население коммуны на 2010 год составляло 149 человек.
| 1962 | 1968 | 1975 | 1982 | 1990 | 1999 | 2010 |
| ---- | ---- | ---- | ---- | ---- | ---- | ---- |
| 167  | 139  | 142  | 108  | 122  | 119  | 149  |

## Экономика
В 2007 году среди 82 человек в трудоспособном возрасте (15—64 лет) 64 были экономически активными, 18 — неактивными (показатель активности — 78,0 %, в 1999 году было 66,7 %). Из 64 активных работали 61 человек (33 мужчины и 28 женщин), безработных было 3 (2 мужчин и 1 женщина). Среди 18 неактивных 5 человек были учениками или студентами, 7 — пенсионерами, 6 были неактивными по другим причинам.

## Фотогалерея

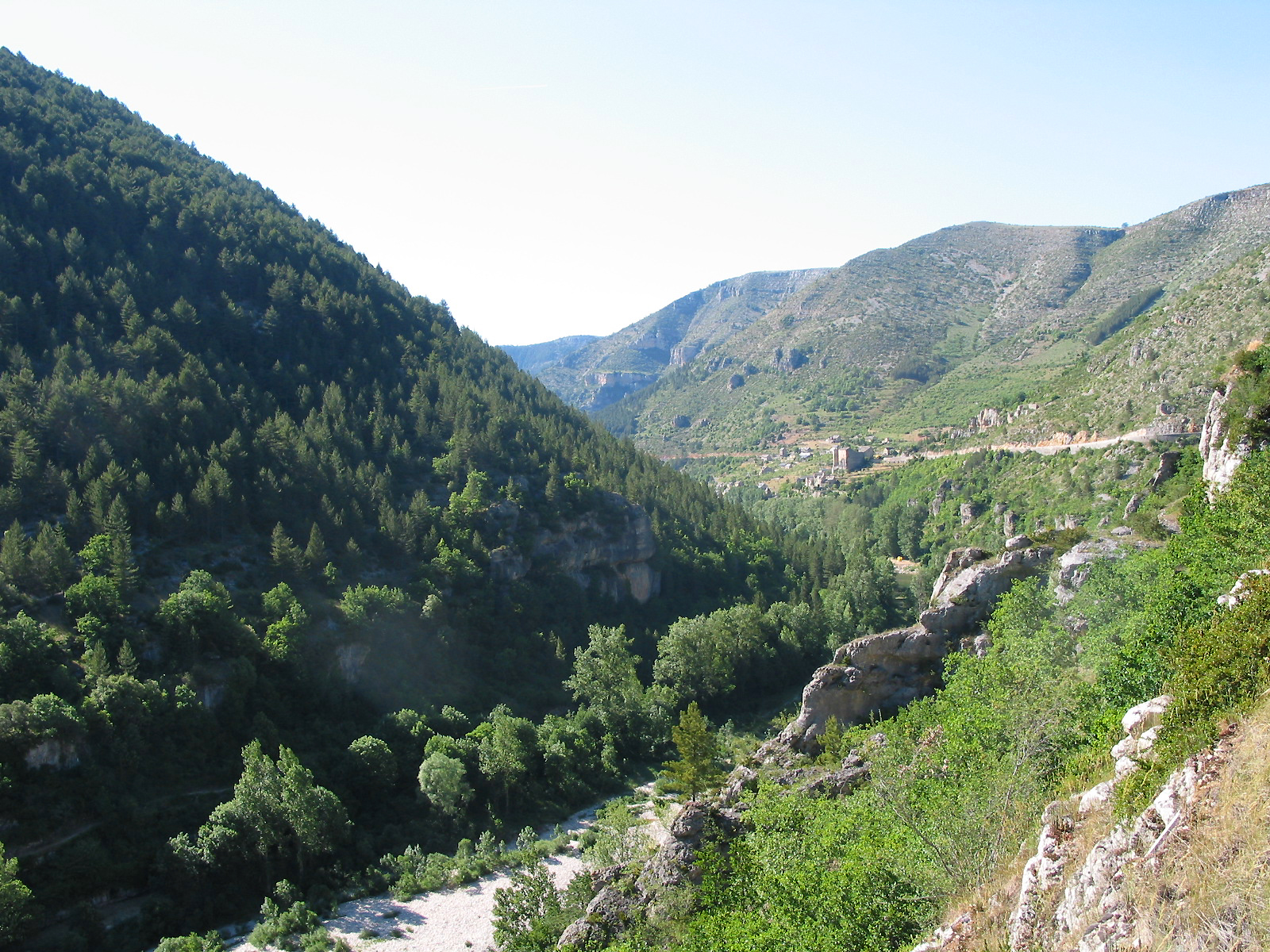
Ущелье Горж-дю-Тарн
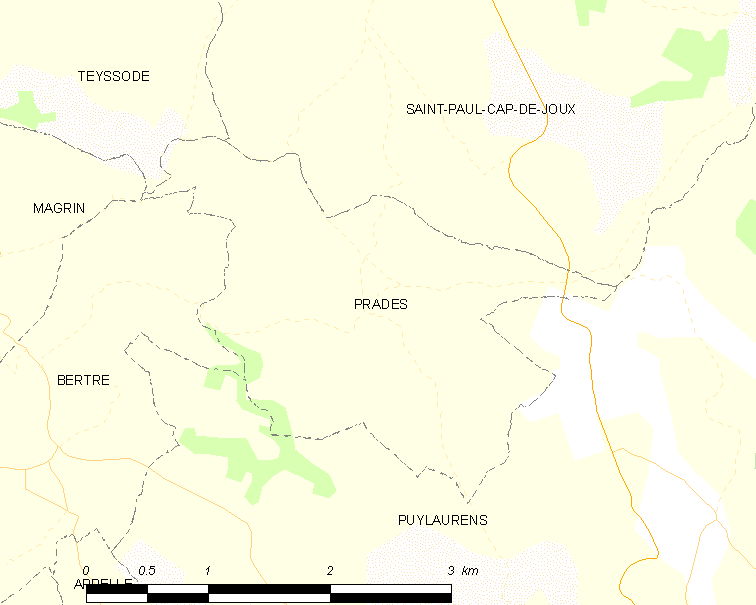
Карта коммуны